# The Road to Eternity
The Road to Eternity è un cortometraggio muto del 1917 diretto da David Smith.
È il decimo e ultimo episodio della serie cinematografica a un rullo The Dangers of Doris prodotta dalla Vitagraph tra il 1916 e il 1917 che aveva come protagonista l'attrice Mary Anderson.

## Produzione
Il film fu prodotto dalla Vitagraph Company of America (come Broadway Star Features).

## Distribuzione
Distribuito dalla Greater Vitagraph (V-L-S-E), il film - un cortometraggio in una bobina - uscì nelle sale cinematografiche statunitensi il 23 febbraio 1917.